# Spruceanthus thozetianus
Spruceanthus thozetianus là một loài Rêu trong họ Lejeuneaceae. Loài này được (Gottsche & F.A. Müll.) B. Thiers & Gradst. miêu tả khoa học đầu tiên năm 1989.